# Grinda
Grinda es una isla situada en el archipiélago de Estocolmo, Suecia. Se encuentra al sur de Ljusterö, al este de Vaxholm y al oeste de Svartsö y Möja.
Grinda es una isla muy popular sobre todo durante el verano, para los campistas, los turistas y las personas que viajan por el archipiélago de Estocolmo en barco.
La mayor parte de la isla es propiedad de la organización sin fines de lucro conocida como Skärgårdsstiftelsen  (Fundación Archipiélago), cuyo objetivo es mantener la naturaleza de la isla y las instalaciones en buenas condiciones para los visitantes de fuera.